# Epiplema ochreofumosa
Epiplema ochreofumosa är en fjärilsart som beskrevs av W. Warren 1896. Epiplema ochreofumosa ingår i släktet Epiplema och familjen Uraniidae. Inga underarter finns listade i Catalogue of Life.